# Monaster św. Pantelejmona w Kijowie

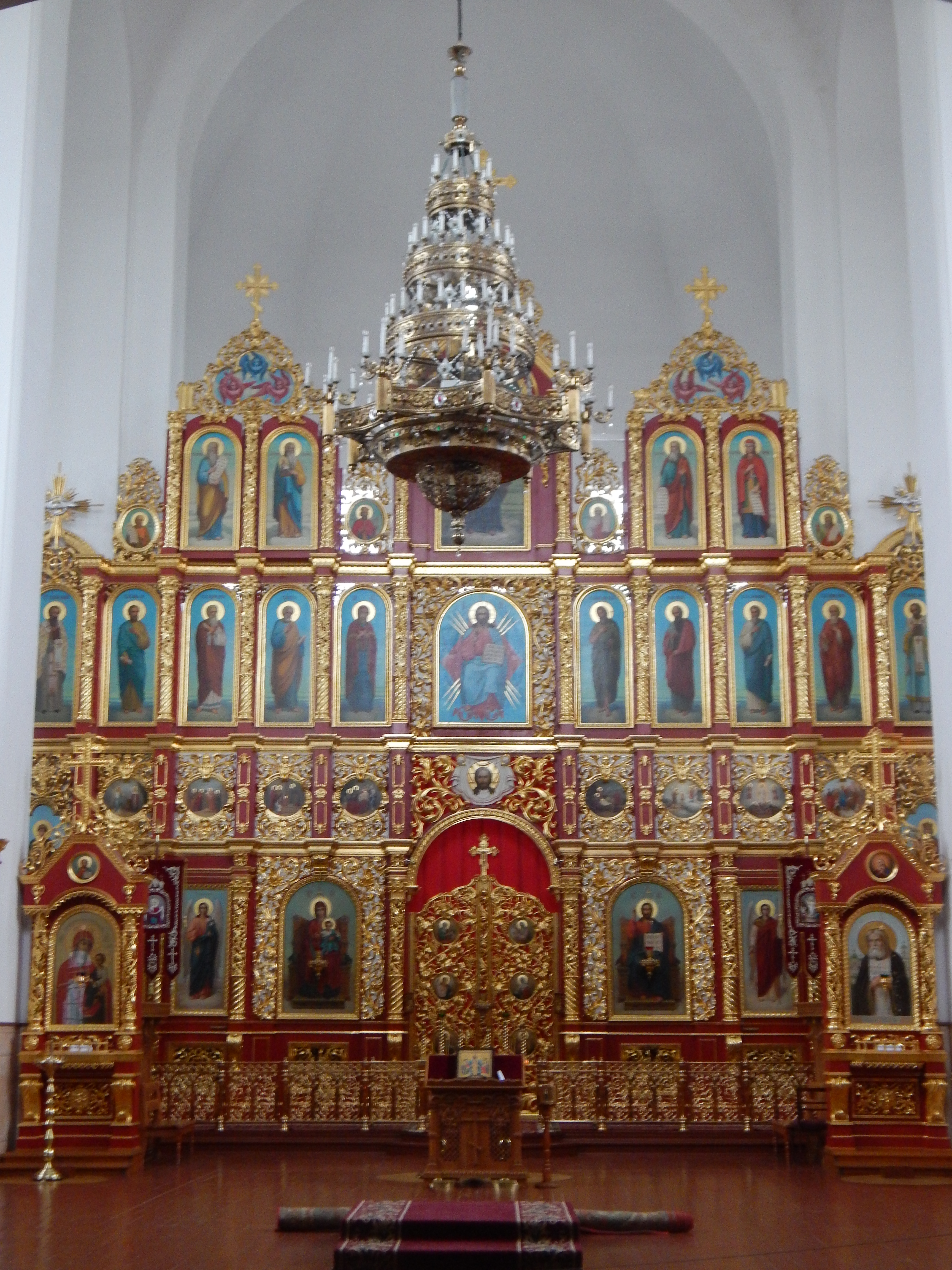
Wnętrze głównej cerkwi (2015)

Monaster św. Pantelejmona – męski, a następnie żeński klasztor prawosławny w Kijowie, w dzielnicy Feofanija, w jurysdykcji eparchii kijowskiej Ukraińskiego Kościoła Prawosławnego Patriarchatu Moskiewskiego.
Klasztor został otwarty na wniosek biskupa humańskiego Sergiusza i metropolity kijowskiego i halickiego Teognosta w 1901, w obiektach należących do monasteru św. Michała Archanioła o Złotych Kopułach. Obiekt posiadał status skitu filialnego tegoż monasteru. Początkowo w kompleksie zabudowań klasztornych znajdowały się trzy cerkwie: Cudu św. Michała Archanioła, Wszystkich Świętych i Włodzimierskiej Ikony Matki Bożej. W 1904 podjęto prace nad budową monumentalnego soboru św. Pantelejmona według projektu architekta eparchialnego J. Jermakowa. W 1913 klasztor zamieszkiwało 9 hieromnichów, 9 hierodiakonów, 18 mnichów i 80 posłuszników. W 1928 wspólnota liczyła 46 zakonników.
Po rewolucji październikowej i powstaniu Ukraińskiej Socjalistycznej Republiki Radzieckiej monaster św. Pantelejmona, podobnie jak większość kijowskich świątyń prawosławnych, został zamknięty, a jego budynki przekazane Instytutowi Mechaniki Akademii Nauk Ukrainy. Większość zabudowań mieszkalnych klasztoru uległa zniszczeniu. Z dzwonnicy monasterskiej przetrwało, w przebudowanej na mieszkania formie, jedno piętro. W 1941 sobór św. Pantelejmona został ostrzelany w czasie bitwy o Kijów, gdyż obrońcy miasta wykorzystali jego kopułę do rozmieszczenia stanowisk ogniowych.
W 1990 zdewastowany zespół budynków monasterskich został zwrócony Egzarchatowi Ukraińskiemu. Podjęty został remont obiektów, które ponownie stały się siedzibą wspólnoty monastycznej. W 1993 klasztor męski został przemianowany na żeński, filię monasteru Opieki Matki Bożej w Kijowie.